# گورستان ملومه
گورستان ملومه مربوط به هزاره اول قبل از میلاد است و در شهرستان سیاهکل، بخش دیلمان، دهستان دیلمان، روستای ملومه واقع شده و این اثر در تاریخ ۷ اسفند ۱۳۸۶ با شمارهٔ ثبت ۲۱۵۳۷ به‌عنوان یکی از آثار ملی ایران به ثبت رسیده‌است.